# Спалювання піаніно
Спалювання піаніно — акт спалення акустичного фортепіано, найчастіше піаніно, як церемонія або форма перфомансу.
Хоча церемонії спалення піаніно популярні у Британії, Канаді і США, існує мало або взагалі немає доказів того, що описи походження цього обряду мають історичну достовірність. За однією з версій, піаніно підпалювали пілоти Королівських ВПС, щоб уникнути уроків гри на фортепіано, які велися задля покращення їхньої вправності та загального рівня культури. За іншою версією, спалювання піаніно почалося під час Другої світової війни в пам'ять про загиблих пілотів ВПС.

## Походження
У книзі «Привид у фокусі: Погляд штурмана на британського воїна холодної війни» Девід Ґледхілл розповідає про бойові навчання в Німеччині під час холодної війни, де пілоти «Ягуарів» з британських авіабаз Вільденрат і Брюгген мали завдання знищити піаніно, встановлене на хребті Нордгорн за допомогою однієї навчальної бомби. Через те, що ціль була дуже маленькою, лише останньому «Ягуару» в останньому польоті навчань вдалося влучити в неї. Пілоти з обох баз відсвяткували цей вечір на авіабазі Вільденрат, спаливши друге піаніно в офіцерській їдальні. Хоча спалення піаніно стало популярним у військово-повітряних силах, особливо у Королівських ВПС, після Другої світової війни, його походження не задокументоване і було предметом міфів та переказів.
Одна з найпоширеніших легенд пов'язує його походження з Британськими королівськими військово-повітряними силами десь між Першою та Другою світовими війнами, коли під час Першої світової війни загинуло так багато пілотів, що Королівські військово-повітряні сили були змушені відбирати пілотів з простого населення, замість того, щоб віддавати перевагу сім'ям з вищого класу, як зазвичай. Були зроблені спроби навчити пілотів вишуканих манер і смаків, але ці уроки стали дуже непопулярними серед пілотів, особливо уроки гри на фортепіано, які, на думку Королівських ВПС, підвищували рівень культури пілотів і покращували їхню спритність. Згідно з цією історією, традиція спалення піаніно започаткувалася на базі Леучар, де випадково згоріло єдине піаніно на базі, і уроки гри на фортепіано скасували. Чутки поширилися, і незабаром пілоти на дедалі більшій кількості баз Королівських ВПС почали спалювати піаніно, щоб уникнути уроків.
Інша легендарна версія походження традиції свідчить, що спалення піаніно в Королівських ВПС почалося як данина пам'яті загиблим льотчикам. Згідно з New Zealand Herald, пілот Королівських ВПС, який грав на піаніно під час Другої світової війни, грав своїм колегам-льотчикам щоразу, коли хтось із них гинув. Коли він сам загинув у бою, його товариші вирішили, що «якщо він більше не зможе грати на піаніно, то ніхто не зможе, тому вони витягли його на вулицю і підпалили».

## Поширення
Церемонії спалення піаніно, засновані на традиції британських авіабаз, також проводяться у ВПС США. У 2011 році на авіабазі Ленглі урочисто спалили піаніно на честь 94-ї річниці 94-ї винищувальної ескадрильї. На авіабазі Сеймур Джонсон 4-е винищувальне крило щороку спалює піаніно в пам'ять про Битву за Британію, а на авіабазі ВПС Ванс іноді спаленням піаніно відзначають випуск пілотів-стажерів.
Хоча церемонії спалення піаніно в основному проводять військово-повітряні сили Великої Британії та США, таверна «Роксбері» поблизу міста Сок-Сіті, штат Вісконсин, проводить щорічну церемонію спалення піаніно з 2004 року на честь літнього сонцестояння. Перед тим, як підпалити піаніно, виголошується надгробна промова фортепіано, а потім його рештки виставляють на огляд у саду таверни разом зі спаленими піаніно попередніх років.
15 серпня 2023 року командування Повітряних сил Збройних сил України опублікувало фотографії церемонії спалення піаніно як данину пам'яті українському льотчику-винищувачу Владиславу Савельєву, який загинув у бою під час російсько-української війни. На піаніно намалювали позивний Савельєва (Nomad, укр. «Кочівник») та бортовий номер його МіГ-29 («12»).
26 серпня 2023 року Повітряні сили Збройних сил України провели церемонію спалення піаніно в пам'ять про трьох пілотів, які загинули під час виконання службових обов'язків днем раніше. Один із загиблих, майор Андрій Пільщиков, був прихильником впровадження стандартів і традицій НАТО в Україні, включаючи спалення піаніно на честь загиблих пілотів. Двома іншими пілотами були майор В'ячеслав Мінка та майор Сергій Проказін.
27 серпня 2023 року Повітряні сили Збройних сил України провели церемонію поховання та спалення піаніно в пам'ять про Дениса Кирилюка, пілота 831-ї бригади тактичної авіації, який загинув при виконанні службових обов'язків 28 березня 2023 року в Чернігівській області. Під час спалення цього піаніно також вшанували пам'ять про Степана Чобану та Олександра Оксанченка, двох інших пілотів 831-ї ТБА, які загинули в бою в перші дні російського повномасштабного вторгнення в Україну у 2022 році.